# 藤井美希
藤井美希（ふじいみき、1997年5月27日 - ）は、日本のファッションモデル。広島県出身。サトルジャパン所属。成城大学法学部卒業。身長 177cm。

## 人物
広島県出身。
TwitterやTikTok、ツイキャス、Instagramなどと言ったSNSをマルチで使うモデル。
乃木坂46の梅澤美波に似ていると乃木坂ファンの間で話題となっている。